# Mézières-sur-Oise
Mézières-sur-Oise är en kommun i departementet Aisne i regionen Hauts-de-France i norra Frankrike. Kommunen ligger  i kantonen Moÿ-de-l'Aisne som ligger i arrondissementet Saint-Quentin. År 2022 hade Mézières-sur-Oise 508 invånare.

## Befolkningsutveckling
Antalet invånare i kommunen Mézières-sur-Oise
Referens: INSEE